# Jeet Kune Do

Logo Jeet-Kune-Do.

Jeet Kune Do (czyt. dżit kun do) – sztuka walki stworzona przez Bruce’a Lee. Jeet oznacza przechwycenie, Kune to pięść a Do to droga, co tłumacząc na język polski oznacza „Drogę przechwytującej pięści.” Sam Bruce Lee nazwał to, co ćwiczył mianem Jeet Kune Do dopiero w 1967. Przed nadaniem tej nazwy sztukę walki, którą ćwiczył nazywał Jun Fan Gung Fu. Jeet Kune Do jest efektem wieloletniej pracy i wynikiem jego studiów na temat kinetyki, zasad dynamiki, mechaniki ludzkiego ciała, w efekcie czego jest to unikalna sztuka walki ze swoją własną strukturą i technikami stworzonymi przez Bruce’a Lee.
Bruce Lee odrzucił tradycyjne sztuki walki i będąc zainspirowany „zachodnimi sztukami walki” skierował się w stronę nauki kinetyki i praw fizyki w efekcie czego zdefiniował Jeet Kune Do jako „Naukową walkę uliczną”, jako że każda technika była wynikiem szczegółowej naukowej analizy, która miała działać w sytuacji prawdziwej walki. Bruce badał szczegółowe, sprecyzowane aspekty, jako że miał wizję swojej sztuki walki, wiedział czego chce i jak ma wyglądać jego Jeet Kune Do. Pomimo faktu, że Bruce był mocno inspirowany przez boks starej ery, zwany „słodką nauką”, oraz szermierką, to Jeet Kune Do nie jest ani boksem ani szermierką, nie jest sportem, a naukowym podejściem do sztuki walki i charakteryzuje je prostota, bezpośredniość i nieklasyczność.
Innymi słowy Jeet Kune Do jest tym co ćwiczył i jak ćwiczył Bruce Lee, to jak w najbardziej skuteczny według niego sposób używał swoich rąk i nóg, masy ciała, taktyki, oraz praw fizyki do walki. Jednakże oprócz aspektu technicznego, w JKD jest również aspekt filozoficzny, który wykracza poza kopnięcia i uderzenia, ale naucza sztuki życia.

## Ludzie świata Jeet Kune Do
- Ted Wong – Ostatni prywatny, jak również najbliższy uczeń Bruce'a Lee, a także jego sparring partner i przyjaciel, który spędził na treningu JKD pod okiem Bruce'a więcej czasu niż ktokolwiek inny. Jako jedyny poznał ostatnie rozwinięcia Jeet Kune Do.  Przez wielu uznany za protegowanego Bruce'a Lee, nauczający JKD najbliższe temu które ćwiczył Bruce Lee. Został certyfikowany w Jeet Kune Do osobiście przez Bruce'a Lee.
- Shannon Lee – córka Bruce'a Lee, uczennica sifu Teda Wonga, obecnie zarządzająca Fundacją Bruce'a Lee.
- Herb Jackson – prywatny uczeń Bruce'a Lee, zwany "Handy Man" to on budował dla Bruce'a przyrządy do ćwiczenia skonstruował m.in. "Marcy Training Circuit"
- Dan Inosanto – uczeń Bruce'a Lee, nauczający w Jun Fan Gung Fu Institute w Los Angeles, jednocześnie nauczał w szkole American Kenpo Eda Parkera. Po śmierci Bruce'a Lee stworzył nurt "Jeet Kune Do koncepcje", czyli trenowanie różnych wybranych przez siebie elementów z różnych sztuk walki, początkowo głównie FMA w myśl własnej interpretacji aspektu filozoficznego sztuki walki Bruce'a Lee.
- Jerry Poteet – drugi uczeń z Jun Fan Gung Fu Institute w Los Angeles, również wyselekcjonowany przez Bruce'a do tzw. grupy "closed door" składającej się z 5 wybranych uczniów ze szkoły w L.A.
- Taky Kimura – Asystent Bruce'a Lee w pierwszej szkole Jun Fan Gung Fu w Seattle, prowadził ją aż do swojej śmierci, opiekował się również grobem Bruce'a i Brandona Lee[2].
- Dan Lee – uczeń Bruce'a Lee, uczący się w Jun Fan Gung Fu Institute jak i prywatnie, według dzienników miał największą frekwencję pośród wszystkich, uczących się w Jun Fan Gung Fu Institute w Los Angeles. Oprócz JKD, ćwiczył również T'ai Chi Ch'uan, którego nauczał w swojej szkole, posiada również brązowy pas w judo oraz czarny w Kenpo Karate.
- Steve Golden – poznał Bruce'a Lee w 1964 jako uczeń Eda Parkera w Kenpo Karate. Zaczął uczyć się w szkole Jun Fan Gung Fu w Los Angeles w 1967, przez osiem miesięcy uczył się w szkole Jun Fan Gung Fu w Los Angeles, po śmierci Bruce'a Lee, ćwiczył Wing Chun w celu uformowania swojej własnej interpretacji Jeet Kune Do.
- Bob Bremer – uczył się w szkole Jun Fan Gung Fu Institute w Los Angeles od otwarcia do zamknięcia tj. w latach 1967-1970. Z Bruce'em Lee ćwiczył głównie w niedziele, lub gdy Bruce miał wolny czas. Po zamknięciu Jun Fan Gung Fu Institute przez Bruce'a, Bob kontynuował naukę pod okiem Inosanto w tzw. "backyard group".
- Larry Hartsell – uczeń Eda Parkera, miał czarny pas Kenpo Karate, oraz judo. Poznał Bruce'a w 67 i ćwiczył pod okiem Bruce'a jak i Inosanto. Po powrocie z Wietnamu, kontynuował naukę. Po śmierci Bruce'a ćwiczył razem z Inosanto i stworzył własną organizację Jun Fan Jeet Kune Do Grappling Association, która należała do "Jeet Kune Do koncepcji."
- Richard Bustillio – założyciel IMB Academy (International Martial arts boxing) w Torrence w Kalifornii. W wieku 14 lat ćwiczył Kajukenbo, startował również w turniejach bokserskich mając 19 lat. Zaczął uczyć się w szkole Jun Fan Gung Fu Institute,  w 1967, gdy miał 24 lata. w tym samym czasie wraz z Danem Inosanto,zgłębiał i trenował filipińskie sztuki walki. W roku 1976, Inosanto certyfikował Bustillo jako senior instruktora w Jeet Kune Do. W latach, późniejszych Bustillo ćwiczył również Muay Thai, oraz Eskrime Doce Pares od Cacoya Canete. Na treningu z Bruce'em spędził bardzo mało czasu jak sam mówił można by policzyć to na palcach od dłoni, jego głównym instruktorem był Inosanto.
- Jesse Glover – pierwszy uczeń Bruce'a Lee w USA, Jesse poznał Bruce w 1959 gdy we dwóch uczyli się w Technikum Edisona. Bruce nauczał Glovera, Wing Chun. Glover ówcześnie miał na koncie wygrane w mistrzostwach judo, a także trenował boks. Bruce nauczył go Wing Chun, po to żeby Jesse był dla Bruce'a wyzwaniem, jak twierdził. Glover brał udział w wielu pokazach z Bruce'em jak również był jego pierwszym, aczkolwiek nieoficjalnym instruktorem asystentem.

## Uczniowie Bruce'a Lee
- Seattle: Jesse Glover, Ed Hart, James DeMile, Skip Ellsworth, Jim DeMile, Taky Kimura, Leroy Garcia, Joe Cowles, Doug Palmer, Pat Strong, Ron Kealoha, Sue Ann Kay, Linda Emery.
- Oakland: James Yimm Lee, Leo Fong, Bob Baker, Allen Joe, Howard Williams, Gary Caanagan, George Lee, David Cox, Felix Macis Sr.,Gary Dill
- Los Angeles: Daniel Inosanto, Ted Wong, Richard Bustillo, Jerry Poteet, Daniel Lee, Herb Jackson, Mito Uehara, Steve Golden, Pete Jacobs, Steve Johnson, Bob Wall, Jhoon Rhee, Joe Hyams, Joe Lewis, James Coburn, Mike Stone, Kareem Abdul-Jabbar, Tom Bleecker, Stirling Siliphant, Chuck Hill, Gary Fineman, Lee Hong, Melvin Kwan, Leo Duffin, Larry Hartsell, Bill Bremer, Bob Bremer, Jim Sewell, Mike Cochrane, Robert Lujan, Peter Rosas, Al Wolin, Carlos Ray Norris (Chuck Norris).